# 挹江門事件

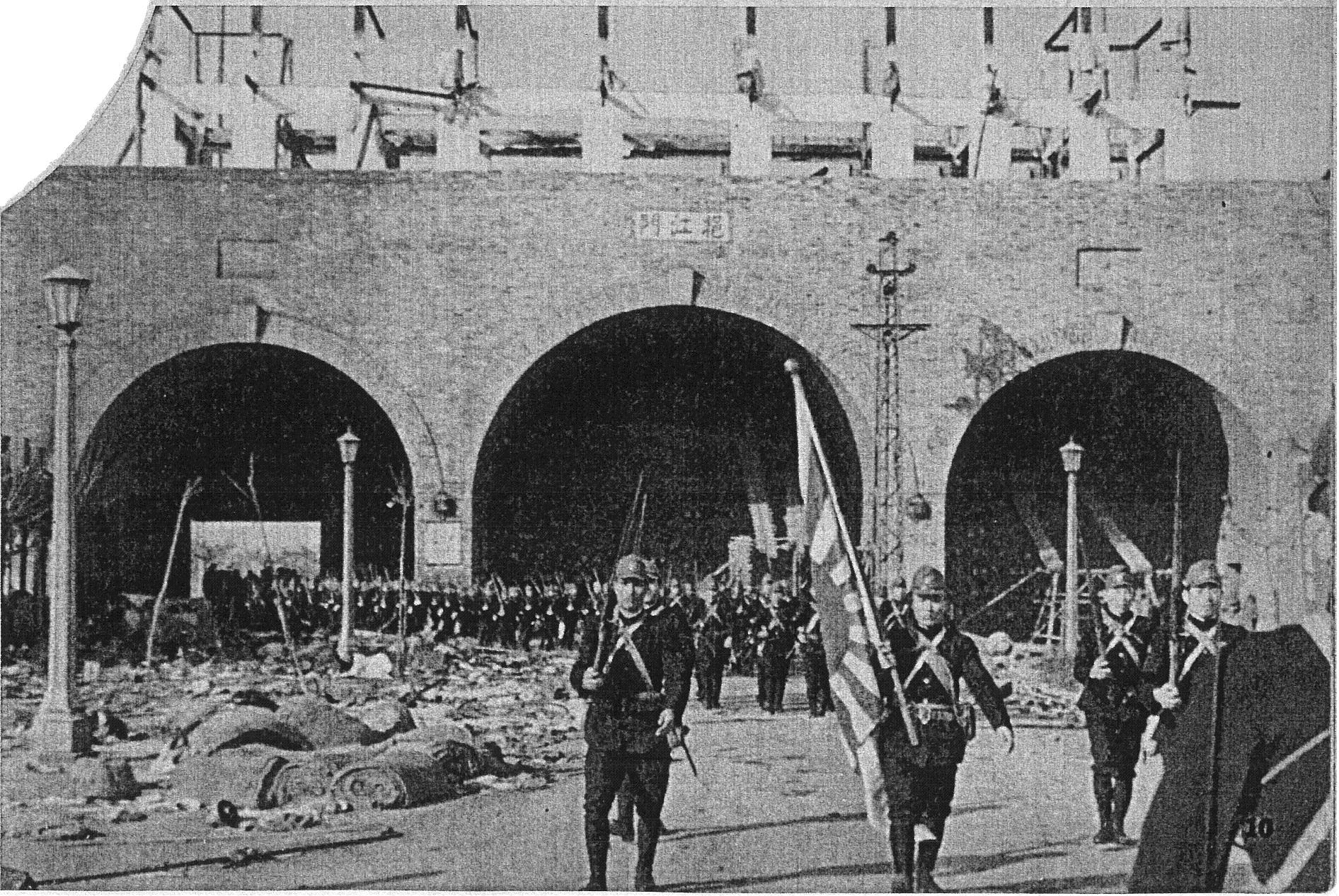
事件数日後の12月17日に挹江門を行進する日本海軍将兵（1937年12月17日）

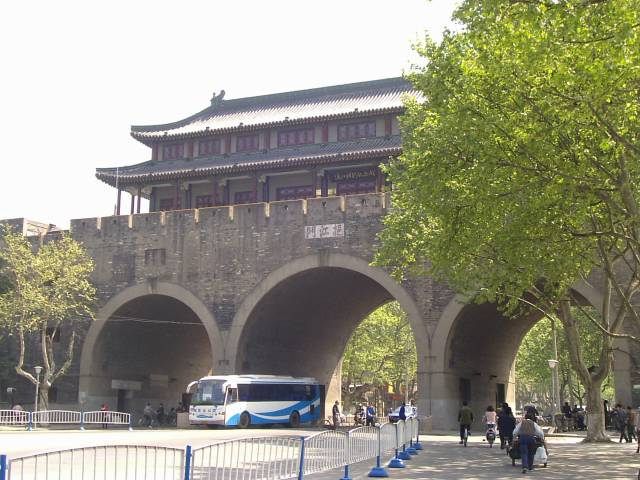
現在の挹江門（2004年4月16日）

挹江門事件（ゆうこうもんじけん）とは、1937年（昭和12年）12月12日夜の南京戦において、城内に進撃する日本軍の攻撃によって敗走して挹江門を通り抜けようとした中国国民政府軍87師、第88師および教導総隊の潰走兵と、それらを武力阻止するよう唐生智に命ぜられた督戦隊である国府軍第36師212団とが衝突して双方が発砲した結果、約一千名の中国軍兵士が死亡した事件。

## 背景
日本軍が企図した南京攻略戦に対し蔣介石は南京死守を命令したが、彼自身は12月7日早々に南京から脱出していた。
挹江門は長江に面する城門で、通行用に三つのゲートが開いていた。中国軍は城門すべてにバリケードを張り巡らせ、重要な門にのみ狭い通路を残し、他は砂嚢を積み上げ、コンクリートで固めて閉門した。
日本軍は門を通過せず、はしごを用いて城壁を乗り越えた。

## 事件の概要
12月12日南京城の中華門・光華門が陥落する数時間前には南京防衛軍司令官唐生智は南京城西北の港湾地区下関から揚子江対岸へ脱出した。逃げ遅れた将兵は唯一の脱出口であった南京城西北の挹江門に殺到したが、門は既に閉じられており、城壁を乗り越えて脱出するしか方法がない状況だった。
この際、挹江門の防守部隊督戦隊と退却兵が衝突し、双方に死傷者が発生。圧死などを含めた死者は、スミス記者によれば、約千名と伝えられる。高さ2メートルに及ぶ死体の山を乗り越えて南京城の城壁を急造のロープで降りようとした多くの将兵が墜落して死亡している。国民革命軍教導総隊輜重営長・郭岐はこの修羅場を避けて部下500名と難民区に避難し、自身はイタリア領事館に潜入した。

## 当時の報道
- A・T・スティールはシカゴ・デイリー・ニューズ1937年12月17日記事で、北門（挹江門）には「かつて二〇〇人ほどの人間であったはずのものが、くすぶる肉塊と骨片の集積となっていた。城門を出て、城壁に吊り下げられた衣服や毛布で作った紐縄を見た。城門が閉鎖されたことを知った後に大勢がそこから町を脱出したのだが、ただより恐ろしい死の罠にはまっただけであった」と報道した[5]。

- ニューヨーク・タイムズのダーディン記者によれば、12月12日（日曜）の経緯は次のようなものであった[4]。

またダーディンは1987年8月のインタビューでは、
と答えている

## 事件を描いた作品

### 阿壠『南京』
国民党将校として上海戦に従軍したが負傷した阿壠（あろう、本名は陳守梅）は1939年重慶爆撃下の重慶で小説『南京』を発表した。阿壠『南京』では挹江門事件の場面があり、唐生智司令官を乗せた戦車が中国兵や中国人市民を踏み潰して逃走していくのが描写されている。

阿壠『南京』は、中国軍の描写が問題となり1987年まで刊行されなかった。

### 石川達三
石川達三が1938年発表した小説『生きてゐる兵隊』では、中国軍南京司令官のトラックが中国兵を踏み潰しながら逃走していく場面として次のように描写されている。